# Xi Pingtai
Xi Pingtai är en platå i Östantarktis. Australien gör anspråk på området. Xi Pingtai ligger vid sjön Xiaochang Hu.